# Domschule Trondheim
Die Domschule Trondheim (norwegisch Trondheim katedralskole, lateinisch Schola Cathedralis Nidrosiensis), umgangssprachlich als Katta bezeichnet, ist eine norwegische weiterführende Schule. Sie ist die älteste Schule Norwegens und befindet sich in der Nähe des Nidarosdoms im Zentrum Trondheims.

## Geschichte

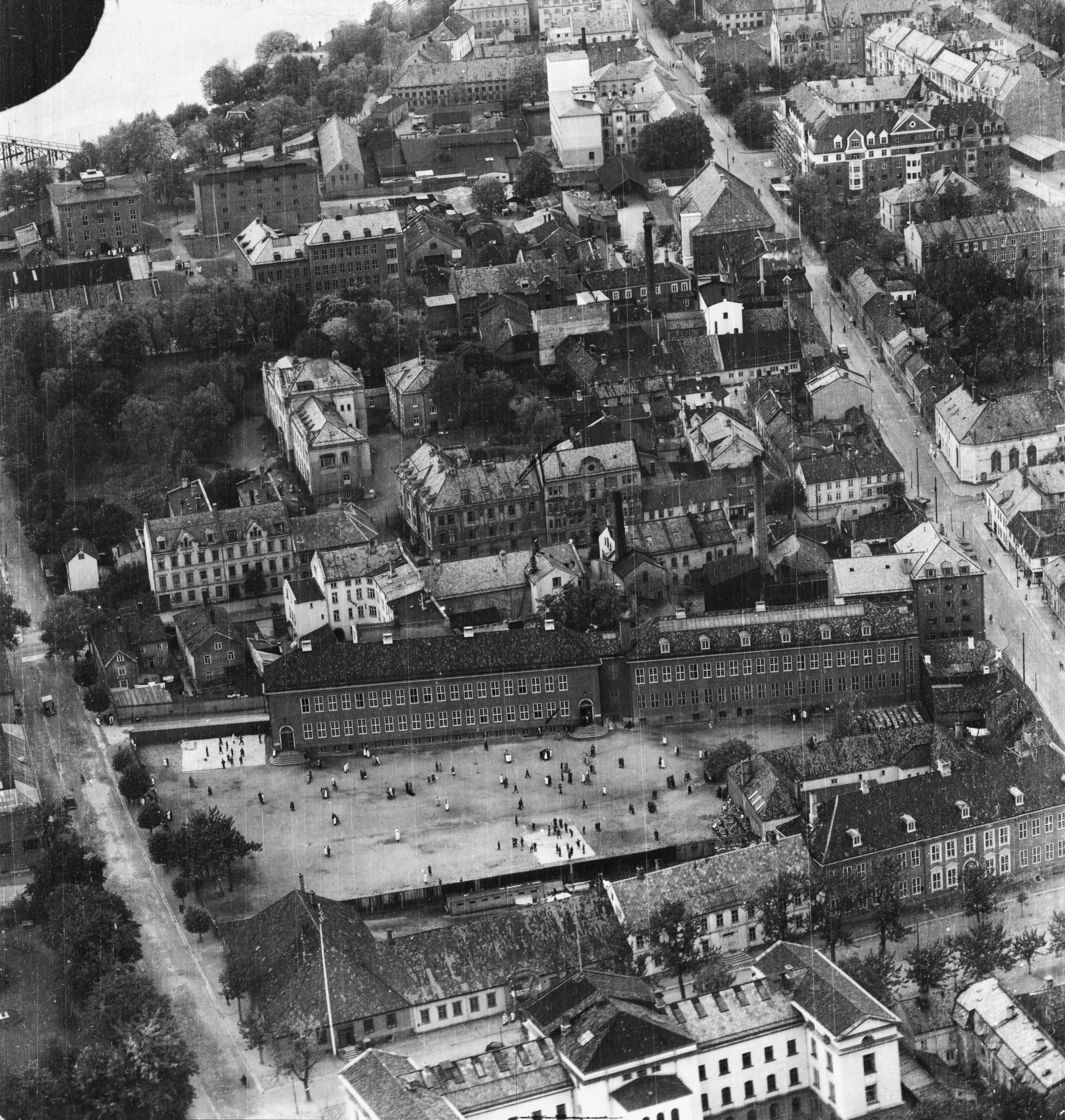
Foto: Trondheim byarkiv
Luftbild Domschule Trondheim (1945)

Das exakte Gründungsjahr der Domschule Trondheim ist umstritten, aber die plausibelsten Hinweise lassen auf das Jahr 1152 schließen. Andere Quellen besagen, dass sie in der Zeit um die Schlacht von Stiklestad (1030) und dem damit verbundenen Tod von Olav II. Haraldsson gegründet wurde. Ursprünglich handelte es sich um eine Lateinschule. Bis 1912 war sie eine reine Knabenschule. Die erste Schülerin war Alette Aagaard Hansen.
Im Jahr 1708 brannte die Schule ab. Der darauf folgende Neubau war von so schlechter Qualität, dass er umgangssprachlich als Pferdestall (norwegisch hestestallen) bezeichnet wurde. 1782 wurde ein neues Schulgebäude fertig gestellt. 1786 wurde das Harsdorff-Gebäude (norwegisch Harsdorffbygget) – benannt nach dessen Architekt Caspar Frederik Harsdorff  – im neoklassizistischen Stil gebaut. Zwei weitere Gebäude – benannt nach deren Architekt Carl J. Moe – in ähnlichem Stiel wurden 1925 bzw. 1938 gebaut (norwegisch Moe-bygg). Der neuste Flügel stammt aus dem Jahr 1962.
Im Verlauf des 19. Jahrhunderts wurde aus der ursprünglich kirchlich eine staatlich geführte Schule.
Die Domschule ist die einzige Schule Norwegens, die Geld vom Schloss erhält, um Schüler und Schülerinnen, die sich positiv hervorgetan haben, auszuzeichnen. Ursprünglich wurde das Geld dazu verwendet, um arme und speziell gute Schüler zu unterstützen, heute wird es an Schüler vergeben die ein herausragendes soziales Engagement gezeigt haben.

## Ausbildungsprogramm

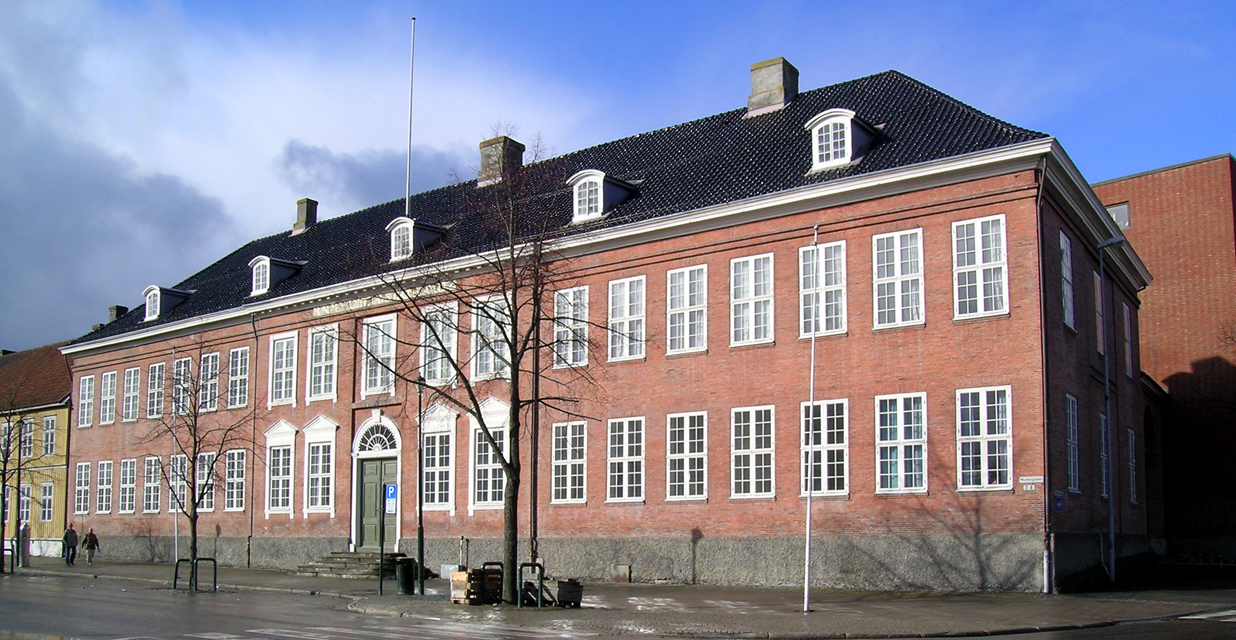
Domschule Trondheim

Die Domschule Trondheim ist eine weiterführende Schule (norwegisch videregående skole), d. h. sie deckt das 11.–13. Schuljahr ab.
Es gibt drei Möglichkeiten, zwischen denen die Schüler wählen können:
- Musik und Tanz (norwegisch Musikk, dans og drama, wobei Drama entgegen dem Namen nicht angeboten wird)[8][9]
- Medien und Kommunikation (norwegisch Medier og kommunikasjon)[8][10]
- Vorbeitung aufs Studium (norwegisch Studiespesialisering)[8][11]
  - Naturwissenschaft (norwegisch realfag)[12]
  - International Baccalaureate Diploma Programm[13]
  - Sprach-, Sozial- und Wirtschaftswissenschaft (norwegisch Språk, samfunnsfag og økonomi)[14]
    - In dessen Rahmen haben die Schüler die Möglichkeit, ein Austauschjahr in Norfolk, England zu machen.[15] Aufgrund des Brexits und der COVID-19-Pandemie war dies allerdings im Schuljahr  21/22 nicht möglich.[16]

Die Schule ist zudem Mitglied des UNESCO Associated Schools Network.

## Persönlichkeiten
Wichtige Persönlichkeiten, welche die Domschule besucht haben:
- Håkon Håkonson (1204–1263), König von Norwegen[18][1]
- Peter Wessel Tordenskiold (1690–1720), dänisch-norwegischer Marineoffizier[18]
- Gerhard Schøning (1722–1780), norwegischer Historiker[18]
- Johan Nordahl Brun (1745–1816), norwegischer Bischof und Dichter[19]
- Gabriel Kielland (1871–1960), norwegischer Architekt und Maler[18]
- Hanna Castberg von der Lippe (1872–1926), norwegische Schriftstellerin und Frauenrechtlerin
- Martin Linge (1894–1941), norwegischer Offizier[18]
- Gudmund Hernes (* 1941), norwegischer Politiker[18]
- Idun Reiten (1942–2025), norwegische Mathematikerin[20]
- Odd Einar Dørum (* 1943), norwegischer Politiker[21][22]
- Jon Bing (1944–2014), norwegischer Schriftsteller und Jurist[23]
- Trond Giske (* 1966), norwegischer Politiker[18]
- Snorre Valen (* 1984), norwegischer Politiker[24]